# Erik Göran Adelswärd
Erik Göran Adelswärd, född 21 januari 1751 i Västra Husby församling, Östergötlands län, död 15 februari 1810 i Stockholm (folkbokförd i Åtvids församling, Östergötlands län), var en svensk friherre, militär, godsägare och politiker.

## Biografi
Erik Göran Adelswärd föddes 1751 på Korssäter i Västra Husby socken. Han var son till landshövdingen, friherre Johan Adelswärd och Catharina Funck. Adelswärd blev 24 december 1763 sekundkorpral i Östgöta kavalleriregemente, 15 november 1766 rustmästare vid Livgardet och 11 augusti 1767 fänrik vid Livgardet. Han utnämndes 21 juni 1767 till riddare av Svärdsorden och blev 13 september 1772 kapten i armén. Adelswärd blev 21 juni 1773 löjtnant vid Livgardet, 21 april 1774 löjtnant vid Livkompaniet, 8 maj 1774 korpral vid Livdrabantkåren och 23 april 1777 kvartermästare vid Livdrabantkåren. Han tog 4 december 1784 avsked med överstes namn och utnämndes 25 november 1794 till kommendör av Vasaorden. Adelswärd avled 1810 i Stockholm.
Troligen som en belöning för sin medverkan vid Gustav III:s statskupp. Adelswärd deltog vid alla riksdagarna 1786–1809. Åren 1786–1800 tillhörde han adelsoppositionen som kämpade för att begränsa kungamakten, men i samband med revolutionen 1809 tillhörde han det gustavianska partiet och arbetade för att bevara adelns privilegier.

### Egendom
Han var innehavare av baroniet Adelswärd och Adelsnäs, men köpte därtill 1792 även godset Söderö.

### Familj
Adelswärd gifte sig första gången 24 juli 1774 i Stockholm med grevinnan Eva Helena von Fersen (1759–1807), dotter till överhovjägmästaren, greve Carl Reinhold von Fersen och friherrinnan Charlotta Fredrika Sparre. De fick tillsammans barnen kabinettskammarherre Johan Carl Adelswärd (1776–1852), Erik Reinhold Adelswärd (1778–1840), hovmarskalken Fredrik August Adelswärd (1779–1814), Catharina Charlotta Ulrika Adelswärd (1780–1829) som var gift med majoren, friherre Fredrik Hierta, hovmarskalken Göran Axel Adelswärd (1781–1842), hovmarskalken Alexander Gustaf Adelswärd (1783–1855), löjtnanten Adolf Gabriel Adelswärd (1786–1808) och Eva Sofia Adelswärd (1787–1855) som var gift med överstekammarjunkaren, greve Carl Adolf Ludvig Stackelberg.
Adelswärd gifte sig andra gången 2 oktober 1808 på Malma i Ludgo socken med grevinnan Eva Beata Lovisa Stackelberg (1770–1839), dotter av översten, greve Adolf Fredrik Stackelberg och Charlotta Lovisa De Geer. Efter Adelswärds död gifte Stackelberg om sig med generalmajoren, greve Ulrik Gyldenstolpe.